# آنا (اسم)
آنَا (بالإنجليزية: Anna)‏ هو اسم علم شخصي مؤنث أصله من اللغة العبرية ومن اسم هانا الذي يعني الإحسان أو المجد في اللغة العبرية ويعتبر من الأسماء المقدسة في المسيحية نسباً للقديسة حنة والدة مريم العذراء حسب ما ورد في الإنجيل، ويعتبر من أجمَل وأكثر أسماء الإناث المنتشرة في الغرب وله أشكال أخرى أيضاً مثل آن وهانا وأنا وآني وآنيت.

## الشخصيات
- آنا باكوين ممثلة كندية
- آنا غان ممثلة أمريكية
- آنا ماغناني ممثلة إيطالية
- آنا كيندريك ممثلة ومغنية أمريكية
- آنا آندرسون أميرة روسية
- آنا أخماتوفا شاعرة روسية
- آنا إيفانوفنا إمبراطورة روسيا
- آنا إيشو سياسية أمريكية
- آنا بيتروفنا أميرة روسية
- آنا بوليتكوفسكايا صحفية وكاتبة روسية
- آنا بوبلويل ممثلة إنجليزية
- آنا بافولوفا راقصة باليه روسية
- آنا تورف ممثلة أسترالية
- آنا تشاكفيتادزه لاعبة كرة مضرب روسية
- آنا تشابمان جاسوسة روسية
- آنا تاتيشفيلي لاعبة كرة مضرب أمريكية جورجية
- آنا كلمسكي ممثلة أمريكية
- آنا جيني شارلوت نيلسون مغنية ومذيعة سويدية
- آنا ريتا ديل بيانو ممثلة إيطالية
- آنا شيشيروفا متسابقة وثب عالي روسية
- آنا غريكا شاعرة جزائرية
- آنا فرويد عالمة نفس أمريكية نمساوية
- آنا فاريس ممثلة أمريكية
- آنا فرايل ممثلة إنجليزية
- آنا فيدوروفا عازفة بيانو أوكرانية
- آنا كورنيكوفا لاعبة كرة مضرب روسية
- آنا كومنينا أميرة ومؤرخة بيزنطية
- آنا كامب ممثلة ومغنية أمريكية
- آنا كسباريان مذيعة أمريكية
- آنا ليند سياسية سويدية
- آنا لي لاعبة جمباز أمريكية
- آنا لاموت روائية أمريكية
- آنا لاتيتا باربولد شارعة إنجليزية
- آنا ماريا ماتوته صحفية نمساوية
- آنا من النمسا أميرة إسبانية نمساوية
- آنا مارس متسابقة دراجات هوائية أسترالية
- آنا ماريا جوبيك مغينة بولندية
- آنا ماي وونغ ممثلة أمريكية
- آنا نيكول سميث ممثلة وعارضة أزياء أمريكية
- آنا هوتسل ناشطة أوكرانية
- آنا ماي بولوك مغنية أمريكية سوريسرية معروفة باسم تينا ترنر
- آنا دي أرماس ممثلة كوبية

### شخصيات خيالية
- آنا كارنينا بطلة قصة من تأليف ليو تولستوي
- آنا لوسيا كورتيز إحدى شخصيات مسلسل لوست
- آنا ويليامز إحدى شخصيات لعبة تيكن